# Anna Markard
Anna Markard, auch Anna Markard-Jooss (* 1. März 1931 in Essen; † 19. Oktober 2010), war eine deutsche Tänzerin, Pädagogin und Ballett-Meisterin.

## Leben
Sie war die ältere Tochter des Tanzpädagogen und Choreografen Kurt Jooss und seiner Ehefrau Aino Siimola geb. Leberecht. Nach der Emigration ihrer Familie 1933 wuchs sie im englischen Dartington auf. In London studierte sie Tanz an der Sigurd Leeder School of Dance, dann an der Folkwang-Schule Essen und schließlich klassisches Ballett bei Nora Kiss in Paris. 1954 wurde sie Tänzerin beim Düsseldorfer Opernballett, sie strebte aber keine aktive Tänzerkarriere an, sondern arbeitete als Pädagogin, Dozentin und Nachlassverwalterin ihres Vaters.
Anna Markard, die mit dem Bühnenbildner Hermann Markard verheiratet war, wirkte zunächst als Assistentin an der Folkwang-Schule Essen, dann als Pädagogin für modernen europäischen Tanz an der Butler University in Indianapolis, wo sie zu den Gründungsmitgliedern des neuen Folkwang-Balletts gehörte und Proben-Ballettmeisterin war. Ab 1960 unterrichtete sie als Dozentin wieder an der Folkwangschule in Essen.
1971 verließ sie die Folkwang-Schule, um sich ganz der Einstudierung der Ballette ihres Vaters zu widmen. In mehreren Ländern leitete sie Meisterklassen für zeitgenössischen Tanz, zuletzt mit dem Ballett der Deutschen Oper am Rhein. 
Zusammen mit ihrer Schwester besaß sie die Rechte an Jooss’ Nachlass. Sie richtete das Jooss-Archiv ein, das sie noch zu ihren Lebzeiten dem Deutschen Tanzarchiv Köln übergab und arbeitete an der Veröffentlichung der Partituren von Jooss-Werken in Laban-Notation. 2001 gründete sie anlässlich des 100. Geburtstags von Kurt Jooss den mit 6000 Euro dotierten Kurt-Jooss-Förderpreis, der von der Stiftung Anna und Hermann Markard und der Stadt Essen international ausgeschrieben und alle drei Jahre verliehen wird.

## Film
- Kurt Jooss – Tanz als Bekenntnis. Dokumentarfilm, Deutschland, 2001, 58:40 Min., Buch und Regie: Annette von Wangenheim, Produktion: WDR, Erstsendung: 14. Januar 2001[3][4]

- Drei Ballette von Kurt Jooss, 2004, 26 Min., Regie: Annette von Wangenheim, Produktion: ARTE[5]